# Saeed Azarbayjani
Saeed Azarbayjani (ur. 17 stycznia 1975) – kanadyjski zapaśnik irańskiego pochodzenia walczący w stylu wolnym. Olimpijczyk z Pekinu 2008, gdzie zajął dziesiąte miejsce w wadze 60 kg. Ukończył Brock University.
Pięciokrotny uczestnik mistrzostw świata, trzynasty w 2009. Trzykrotny medalista na igrzyskach panamerykańskich, złoto w 2006 roku.